# Geranomyia costomaculata
Geranomyia costomaculata là một loài ruồi trong họ Limoniidae. Chúng phân bố ở miền Tân bắc.